# جاك فيليب ماري بينيه
جاك فيليب ماري بينيه (بالفرنسية: Jacques Philippe Marie Binet)‏ هو عالم رياضيات فرنسي.

## صيغة بينيه من أجل حساب عدد فيبوناتشي
تعطي هذه الصيغة الحد النوني لمتتالية فيبوناتشي.
- {\displaystyle u_{n}=u_{n-1}+u_{n-2},{\text{ for }}n>1,\,}

حيث
- {\displaystyle u_{0}=0\,}
- {\displaystyle u_{1}=1\,}

{\displaystyle u_{n}={\frac {(1+{\sqrt {5}})^{n}-(1-{\sqrt {5}})^{n}}{2^{n}{\sqrt {5}}}}}